# Barograf

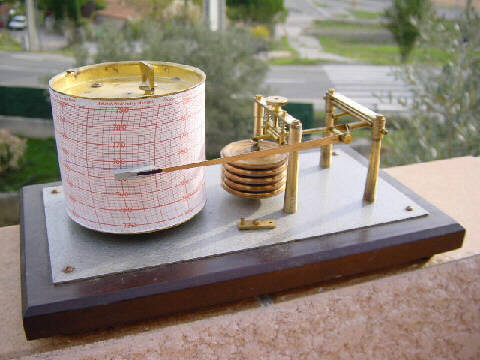
Barograf stacjonarny

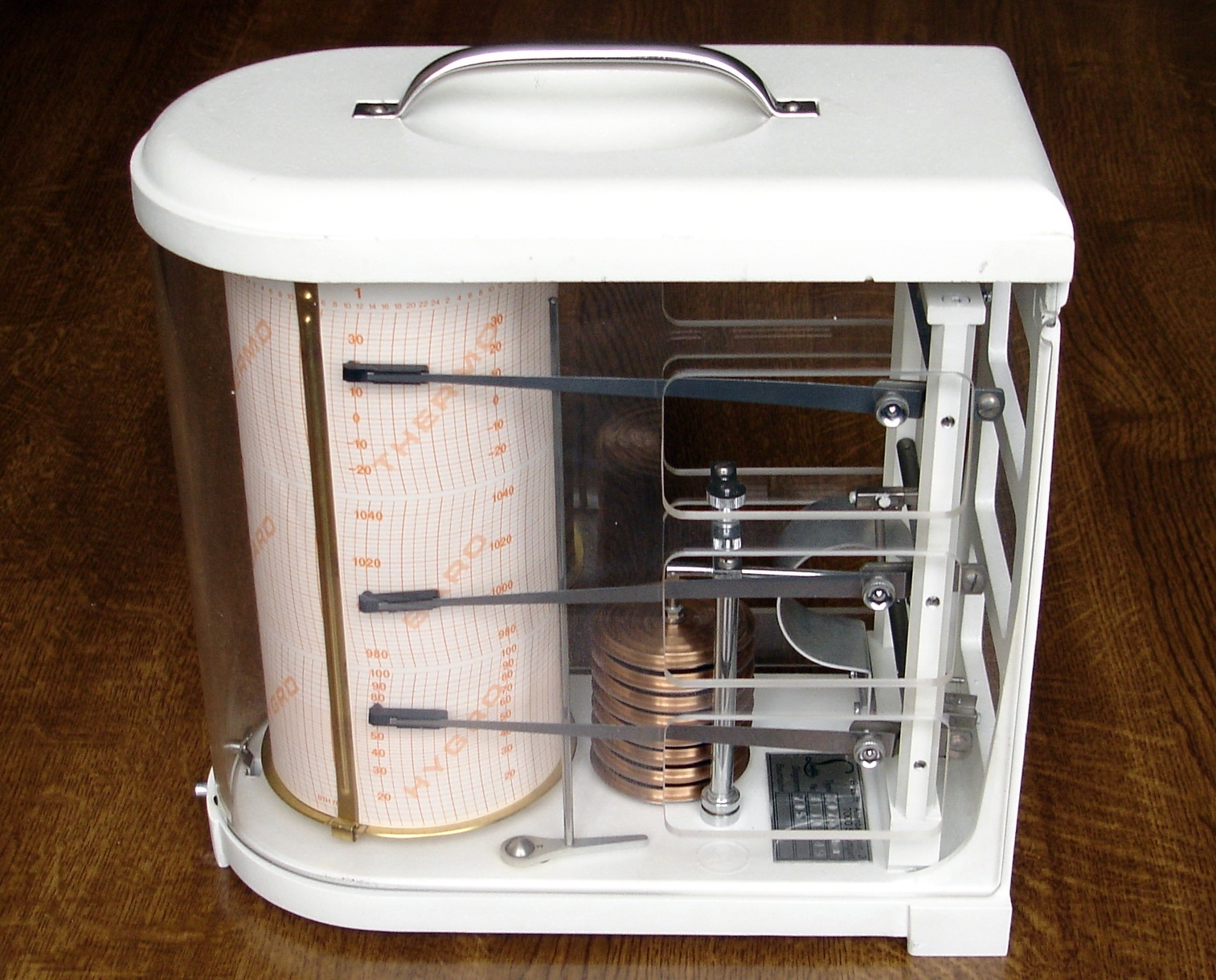
Termo-, baro-, hydr- graf.

Typowy ślad z barografu. Ten szczególny ślad pokazuje, jak zmienia się ciśnienie podczas silnej burzy.

Barograf (grec. baros - ciężar, grapho - piszę) – barometr wyposażony w urządzenie do rejestracji dokonywanych pomiarów ciśnienia atmosferycznego. Wyniki są zapisywane na specjalnej taśmie papierowej (tzw. barogramie) umieszczonej na obrotowym bębnie poruszającym się zgodnie z ruchem wskazówek zegara. Zazwyczaj bęben wykonuje jeden obrót na dobę, tydzień lub miesiąc, wybór prędkości zależy od konstrukcji urządzenia i w niektórych modelach jest możliwy do wyboru przez użytkownika barografu. 
Barograf był elementem rejestratorów stanu pogody rejestrujących ciśnienie, temperaturę i wilgotność powietrza np. barotermograf.
Jako że ciśnienie atmosfery zmienia się wraz z wysokością, barograf może być używany do odnotowywania różnic wysokości np. na statkach powietrznych.
Obecnie mechaniczne barografy są wypierane przez urządzenia rejestrujące dane w pamięci lub przesyłające do systemów analizy stanu pogody.